# Tulio Manuel Chirivella Varela
Tulio Manuel Chirivella Varela (Aguirre, 14 novembre 1932 – Miami, 10 aprile 2021) è stato un arcivescovo cattolico venezuelano.

## Biografia
Tulio Manuel Chirivella Varela nacque ad Aguirre il 14 novembre 1932.

### Formazione e ministero sacerdotale
Studiò filosofia e teologia presso il seminario regionale in patria e a Roma.
L'11 novembre 1956 fu ordinato presbitero per l'arcidiocesi di Barquisimeto. In seguito fu cancelliere della diocesi di Valencia in Venezuela, direttore del liceo "Monseñor Beller", membro del collegio dei consultori, cappellano del Movimento studentesco cristiano, segretario per la comunicazione sociale nelle manifestazioni di massa, difensore del vincolo e giudice supplente del tribunale diocesano, vicario capitolare e vicario generale.

### Ministero episcopale
Il 5 aprile 1974 papa Paolo VI lo nominò vescovo di Margarita. Ricevette l'ordinazione episcopale il 9 giugno successivo  nella cattedrale di Nostra Signora del Soccorso a Valencia dal cardinale José Humberto Quintero Parra, arcivescovo metropolita di Caracas, co-consacranti il vescovo di Valencia in Venezuela Luis Eduardo Henríquez Jiménez e il vescovo di La Guaira Francisco de Guruceaga Iturriza.
Il 18 ottobre 1982 papa Giovanni Paolo II lo nominò arcivescovo metropolita di Barquisimeto. Prese possesso dell'arcidiocesi l'11 dicembre successivo.
Dal 1999 al 2000 fu anche amministratore apostolico di Maracaibo.
Fu vicepresidente della Conferenza episcopale venezuelana e presidente della commissione episcopale per le vocazioni e i ministeri dal 1987 al 1993 e presidente della stessa Conferenza dal 1996 al 1999.
Fu anche secondo vicepresidente del Consiglio episcopale latinoamericano dal 1991 al 1995.
Partecipò alle IV conferenza generale del Consiglio episcopale latinoamericano che ebbe luogo a Santo Domingo dal 12 al 28 ottobre 1992 e alla I assemblea speciale per l'America del Sinodo dei vescovi che ebbe luogo nella Città del Vaticano dal 12 novembre al 12 dicembre 1997 sul tema "Incontro con Gesù Cristo vivo: il cammino per la conversione, la comunione e la solidarietà in America".
Il 22 dicembre 2007 papa Benedetto XVI accettò la sua rinuncia al governo pastorale dell'arcidiocesi per raggiunti limiti di età.
Nel novembre del 2009 compì la visita ad limina.
Ricevette un dottorato honoris causa dall'Universidad Centroccidental Lisandro Alvarado (UCLA) di Barquisimeto per il suo eccezionale lavoro sociale. Era infatti noto per il suo impegno per i diritti umani. Fondò il seminario "Giovanni Paolo II" a El Manzano, nello stato di Lara.
Mentre era in visita a dei famigliari residenti a Miami fu colpito da un'improvvisa malattia. A causa delle fragili condizioni di salute non poté tornare in patria e venne ricoverato al St. Anne's Nursing Center & Residence di South Dade, Miami.
Morì a Miami nella notte del 10 aprile 2021 all'età di 88 anni per COVID-19. Le esequie si tennero il 16 aprile alle ore 11 nella chiesa di Nostra Signora di Guadalupe a Doral e furono presiedute da monsignor Thomas Gerard Wenski, arcivescovo metropolita di Miami. Al termine del rito fu sepolto nel vicino cimitero di Nostra Signora della Misericordia.

## Genealogia episcopale e successione apostolica
La genealogia episcopale è:
- Cardinale Scipione Rebiba
- Cardinale Giulio Antonio Santori
- Cardinale Girolamo Bernerio, O.P.
- Arcivescovo Galeazzo Sanvitale
- Cardinale Ludovico Ludovisi
- Cardinale Luigi Caetani
- Cardinale Ulderico Carpegna
- Cardinale Paluzzo Paluzzi Altieri degli Albertoni
- Papa Benedetto XIII
- Papa Benedetto XIV
- Cardinale Enrico Enriquez
- Arcivescovo Manuel Quintano Bonifaz
- Cardinale Buenaventura Córdoba Espinosa de la Cerda
- Cardinale Giuseppe Maria Doria Pamphilj
- Papa Pio VIII
- Papa Pio IX
- Cardinale Alessandro Franchi
- Cardinale Giovanni Simeoni
- Cardinale Antonio Agliardi
- Cardinale Basilio Pompilj
- Cardinale Adeodato Piazza, O.C.D.
- Cardinale José Humberto Quintero Parra
- Arcivescovo Tulio Manuel Chirivella Varela

La successione apostolica è:
- Vescovo José Hernán Sánchez Porras (2001)